# Commission électorale d'Afrique du Sud
La Commission électorale sud-africaine (souvent appelée Commission électorale indépendante ou CEI ) est l'organe de gestion des élections sud-africain, organisation indépendante créée en vertu du chapitre neuf de la Constitution. Elle organise les élections de l'Assemblée nationale,  des législatures provinciales et des conseils municipaux,. 
Une commission électorale temporaire a été créée en 1993 pour gérer les premières élections non législatives des assemblées législatives nationale et provinciales, qui se sont tenues du 26 au 29 avril 1994  La Commission électorale permanente a été créée le 17 octobre 1996  et gère depuis les élections générales (nationales et provinciales) de 1999, 2004, 2009, 2014 et 2019, et locales (municipales) de 2000, 2006, 2011 et 2016 . 